# Estrela de Bessèges de 2021
A 51.ª edição da competição ciclista Estrela de Bessèges (chamado oficialmente: Etoile de Bessèges) foi uma corrida de ciclismo de estrada por etapas que se celebrou entre a 3 e a 7 de fevereiro de 2021 na França com início na cidade de Bellegarde e final na cidade de Alès, sobre uma distância total de 614 quilómetros.
A corrida fez parte do UCI Europe Tour de 2021, calendário ciclístico dos Circuitos Continentais da UCI dentro da categoria 2.1 e foi vencida pelo belga Tim Wellens do Lotto Soudal. Completaram o pódio, como segundo e terceiro classificado respectivamente, o polaco Michał Kwiatkowski do Ineos Grenadiers e o alemão Nils Politt do Bora-Hansgrohe.

## Equipas participantes
Tomaram parte na corrida 22 equipas: 11 de categoria UCI WorldTeam convidados pela organização, 8 de categoria UCI ProTeam e 3 de categoria Continental. Formaram assim um pelotão de 145 ciclistas dos que acabaram 135. As equipas participantes foram:
| Equipes WorldTeam (11)- AG2R Citroën Team - Bora-Hansgrohe - Cofidis - EF Education-Nippo - Groupama-FDJ - Israel Start-Up Nation - Ineos Grenadiers - Intermarché-Wanty-Gobert Matériaux - Lotto Soudal - Qhubeka Assos - Trek-Segafredo Equipes ProTeam (7)- Alpecin-Fenix - B&B Hotels p/b KTM - Bingoal-WB - Delko - Equipo Kern Pharma - Arkéa-Samsic - Total Direct Énergie Equipes Continentais (3)- Cambodia Cycling Academy - Xelliss-Roubaix Lille Métropole - Saint Michel-Auber 93 |
| |

## Percorrido
A Estrela de Bessèges dispôs de cinco etapas dividido numa etapa plana, três em media montanha, e uma contrarrelógio individual para um percurso total de 614 quilómetros.
| Etapa | Data   | Percurso                                | type                      | Distância (km) | Vencedor           | Líder geral        |
| ----- | ------ | --------------------------------------- | ------------------------- | -------------- | ------------------ | ------------------ |
| 1     | 3 fev. | Bellegarde – Bellegarde                 | etapa plana               | 143,6          | Christophe Laporte | Christophe Laporte |
| 2     | 4 fev. | Saint-Geniès-de-Malgoirès – La Calmette | etapa plana               | 153,8          | Timothy Dupont     | Christophe Laporte |
| 3     | 5 fev. | Bessèges – Bessèges                     | etapa escarpada           | 156,9          | Tim Wellens        | Tim Wellens        |
| 4     | 6 fev. | Rousson – Saint-Siffret                 | etapa escarpada           | 150,2          | Filippo Ganna      | Tim Wellens        |
| 5     | 7 fev. | Alès – Alès                             | contrarrelógio individual | 10,7           | Filippo Ganna      | Tim Wellens        |

## Desenvolvimento da corrida

### 1.ª etapa
| Bellegarde - Bellegarde | etapa plana | (143,6 km) |

| \| Classificação por etapas \| Classificação por etapas \| Classificação por etapas \| Classificação por etapas \| Classificação por etapas \| \| Ciclista \| Ciclista \| Equipe \| Tempo \| \| \| ------------------------ \| ------------------------ \| ---------------------------------- \| ------------------------ \| ------------------------ \| \| 1. \| Christophe Laporte \| Cofidis \| 3h14m32s \| \| \| 2. \| Nacer Bouhanni \| Arkéa-Samsic \| + 0s \| \| \| 3. \| Mads Pedersen \| Trek-Segafredo \| + 2s \| \| \| 4. \| Giacomo Nizzolo \| Qhubeka Assos \| + 2s \| \| \| 5. \| Michał Kwiatkowski \| Ineos Grenadiers \| + 2s \| \| \| 6. \| Jordi Meeus \| Bora-Hansgrohe \| + 2s \| \| \| 7. \| Bryan Coquard \| B&B Hotels p/b KTM \| + 2s \| \| \| 8. \| John Degenkolb \| Lotto-Soudal \| + 2s \| \| \| 9. \| Jake Stewart \| Groupama-FDJ \| + 2s \| \| \| 10. \| Danny van Poppel \| Intermarché-Wanty-Gobert Matériaux \| + 2s \| \| |                    |                                    |          |
| |                    |                                    |          |
| Fonte: ProCyclingStats |                    |                                    |          |
| Classificação por etapas |                    |                                    |          |
| Ciclista | Ciclista           | Equipe                             | Tempo    |
| 1. | Christophe Laporte | Cofidis                            | 3h14m32s |
| 2. | Nacer Bouhanni     | Arkéa-Samsic                       | + 0s     |
| 3. | Mads Pedersen      | Trek-Segafredo                     | + 2s     |
| 4. | Giacomo Nizzolo    | Qhubeka Assos                      | + 2s     |
| 5. | Michał Kwiatkowski | Ineos Grenadiers                   | + 2s     |
| 6. | Jordi Meeus        | Bora-Hansgrohe                     | + 2s     |
| 7. | Bryan Coquard      | B&B Hotels p/b KTM                 | + 2s     |
| 8. | John Degenkolb     | Lotto-Soudal                       | + 2s     |
| 9. | Jake Stewart       | Groupama-FDJ                       | + 2s     |
| 10. | Danny van Poppel   | Intermarché-Wanty-Gobert Matériaux | + 2s     |

| \| Classificação geral \| Classificação geral \| Classificação geral \| Classificação geral \| Classificação geral \| \| Ciclista \| Ciclista \| Equipe \| Tempo \| \| \| ------------------- \| ------------------- \| ---------------------------------- \| ------------------- \| ------------------- \| \| 1. \| Christophe Laporte \| Cofidis \| 3h14m22s \| \| \| 2. \| Nacer Bouhanni \| Arkéa-Samsic \| + 4s \| \| \| 3. \| Mads Pedersen \| Trek-Segafredo \| + 8s \| \| \| 4. \| Giacomo Nizzolo \| Qhubeka Assos \| + 12s \| \| \| 5. \| Michał Kwiatkowski \| Ineos Grenadiers \| + 12s \| \| \| 6. \| Jordi Meeus \| Bora-Hansgrohe \| + 12s \| \| \| 7. \| Bryan Coquard \| B&B Hotels p/b KTM \| + 12s \| \| \| 8. \| John Degenkolb \| Lotto-Soudal \| + 12s \| \| \| 9. \| Jake Stewart \| Groupama-FDJ \| + 12s \| \| \| 10. \| Danny van Poppel \| Intermarché-Wanty-Gobert Matériaux \| + 12s \| \| |                    |                                    |          |
| |                    |                                    |          |
| Fonte: ProCyclingStats |                    |                                    |          |
| Classificação geral |                    |                                    |          |
| Ciclista | Ciclista           | Equipe                             | Tempo    |
| 1. | Christophe Laporte | Cofidis                            | 3h14m22s |
| 2. | Nacer Bouhanni     | Arkéa-Samsic                       | + 4s     |
| 3. | Mads Pedersen      | Trek-Segafredo                     | + 8s     |
| 4. | Giacomo Nizzolo    | Qhubeka Assos                      | + 12s    |
| 5. | Michał Kwiatkowski | Ineos Grenadiers                   | + 12s    |
| 6. | Jordi Meeus        | Bora-Hansgrohe                     | + 12s    |
| 7. | Bryan Coquard      | B&B Hotels p/b KTM                 | + 12s    |
| 8. | John Degenkolb     | Lotto-Soudal                       | + 12s    |
| 9. | Jake Stewart       | Groupama-FDJ                       | + 12s    |
| 10. | Danny van Poppel   | Intermarché-Wanty-Gobert Matériaux | + 12s    |

### 2.ª etapa
| Saint-Geniès-de-Malgoirès - La Calmette | etapa plana | (153,8 km) |

| \| Classificação por etapas \| Classificação por etapas \| Classificação por etapas \| Classificação por etapas \| Classificação por etapas \| \| Ciclista \| Ciclista \| Equipe \| Tempo \| \| \| ------------------------ \| ------------------------ \| ------------------------ \| ------------------------ \| ------------------------ \| \| 1. \| Timothy Dupont \| Bingoal-WB \| 3h35m15s \| \| \| 2. \| Pierre Barbier \| Delko \| + 0s \| \| \| 3. \| Giacomo Nizzolo \| Qhubeka Assos \| + 0s \| \| \| 4. \| Rudy Barbier \| Israel Start-Up Nation \| + 0s \| \| \| 5. \| Christophe Laporte \| Cofidis \| + 0s \| \| \| 6. \| Nacer Bouhanni \| Arkéa-Samsic \| + 0s \| \| \| 7. \| Marc Sarreau \| AG2R Citroën Team \| + 0s \| \| \| 8. \| Gerben Thijssen \| Lotto-Soudal \| + 0s \| \| \| 9. \| Silvan Dillier \| Alpecin-Fenix \| + 0s \| \| \| 10. \| Edward Theuns \| Trek-Segafredo \| + 0s \| \| |                    |                        |          |
| |                    |                        |          |
| Fonte: ProCyclingStats |                    |                        |          |
| Classificação por etapas |                    |                        |          |
| Ciclista | Ciclista           | Equipe                 | Tempo    |
| 1. | Timothy Dupont     | Bingoal-WB             | 3h35m15s |
| 2. | Pierre Barbier     | Delko                  | + 0s     |
| 3. | Giacomo Nizzolo    | Qhubeka Assos          | + 0s     |
| 4. | Rudy Barbier       | Israel Start-Up Nation | + 0s     |
| 5. | Christophe Laporte | Cofidis                | + 0s     |
| 6. | Nacer Bouhanni     | Arkéa-Samsic           | + 0s     |
| 7. | Marc Sarreau       | AG2R Citroën Team      | + 0s     |
| 8. | Gerben Thijssen    | Lotto-Soudal           | + 0s     |
| 9. | Silvan Dillier     | Alpecin-Fenix          | + 0s     |
| 10. | Edward Theuns      | Trek-Segafredo         | + 0s     |

| \| Classificação geral \| Classificação geral \| Classificação geral \| Classificação geral \| Classificação geral \| \| Ciclista \| Ciclista \| Equipe \| Tempo \| \| \| ------------------- \| ------------------- \| --------------------- \| ------------------- \| ------------------- \| \| 1. \| Christophe Laporte \| Cofidis \| 6h49m37s \| \| \| 2. \| Timothy Dupont \| Bingoal-WB \| + 2s \| \| \| 3. \| Nacer Bouhanni \| Arkéa-Samsic \| + 4s \| \| \| 4. \| Pierre Barbier \| Delko \| + 6s \| \| \| 5. \| Ludovic Robeet \| Bingoal-WB \| + 7s \| \| \| 6. \| Giacomo Nizzolo \| Qhubeka Assos \| + 8s \| \| \| 7. \| Mads Pedersen \| Trek-Segafredo \| + 8s \| \| \| 8. \| Tony Hurel \| Saint Michel-Auber 93 \| + 9s \| \| \| 9. \| Alexandre Delettre \| Delko \| + 11s \| \| \| 10. \| Bryan Coquard \| B&B Hotels p/b KTM \| + 12s \| \| |                    |                       |          |
| |                    |                       |          |
| Fonte: ProCyclingStats |                    |                       |          |
| Classificação geral |                    |                       |          |
| Ciclista | Ciclista           | Equipe                | Tempo    |
| 1. | Christophe Laporte | Cofidis               | 6h49m37s |
| 2. | Timothy Dupont     | Bingoal-WB            | + 2s     |
| 3. | Nacer Bouhanni     | Arkéa-Samsic          | + 4s     |
| 4. | Pierre Barbier     | Delko                 | + 6s     |
| 5. | Ludovic Robeet     | Bingoal-WB            | + 7s     |
| 6. | Giacomo Nizzolo    | Qhubeka Assos         | + 8s     |
| 7. | Mads Pedersen      | Trek-Segafredo        | + 8s     |
| 8. | Tony Hurel         | Saint Michel-Auber 93 | + 9s     |
| 9. | Alexandre Delettre | Delko                 | + 11s    |
| 10. | Bryan Coquard      | B&B Hotels p/b KTM    | + 12s    |

### 3.ª etapa
| Bessèges - Bessèges | etapa escarpada | (156,9 km) |

| \| Classificação por etapas \| Classificação por etapas \| Classificação por etapas \| Classificação por etapas \| Classificação por etapas \| \| Ciclista \| Ciclista \| Equipe \| Tempo \| \| \| ------------------------ \| ------------------------ \| ------------------------ \| ------------------------ \| ------------------------ \| \| 1. \| Tim Wellens \| Lotto-Soudal \| 3h28m02s \| \| \| 2. \| Edward Theuns \| Trek-Segafredo \| + 37s \| \| \| 3. \| Mads Würtz \| Israel Start-Up Nation \| + 37s \| \| \| 4. \| Greg Van Avermaet \| AG2R Citroën Team \| + 37s \| \| \| 5. \| Philippe Gilbert \| Lotto-Soudal \| + 37s \| \| \| 6. \| Cyril Barthe \| B&B Hotels p/b KTM \| + 37s \| \| \| 7. \| Jake Stewart \| Groupama-FDJ \| + 37s \| \| \| 8. \| Nils Politt \| Bora-Hansgrohe \| + 37s \| \| \| 9. \| Michael Gogl \| Qhubeka Assos \| + 37s \| \| \| 10. \| Michał Kwiatkowski \| Ineos Grenadiers \| + 37s \| \| |                    |                        |          |
| |                    |                        |          |
| Fonte: ProCyclingStats |                    |                        |          |
| Classificação por etapas |                    |                        |          |
| Ciclista | Ciclista           | Equipe                 | Tempo    |
| 1. | Tim Wellens        | Lotto-Soudal           | 3h28m02s |
| 2. | Edward Theuns      | Trek-Segafredo         | + 37s    |
| 3. | Mads Würtz         | Israel Start-Up Nation | + 37s    |
| 4. | Greg Van Avermaet  | AG2R Citroën Team      | + 37s    |
| 5. | Philippe Gilbert   | Lotto-Soudal           | + 37s    |
| 6. | Cyril Barthe       | B&B Hotels p/b KTM     | + 37s    |
| 7. | Jake Stewart       | Groupama-FDJ           | + 37s    |
| 8. | Nils Politt        | Bora-Hansgrohe         | + 37s    |
| 9. | Michael Gogl       | Qhubeka Assos          | + 37s    |
| 10. | Michał Kwiatkowski | Ineos Grenadiers       | + 37s    |

| \| Classificação geral \| Classificação geral \| Classificação geral \| Classificação geral \| Classificação geral \| \| Ciclista \| Ciclista \| Equipe \| Tempo \| \| \| ------------------- \| ------------------- \| ---------------------- \| ------------------- \| ------------------- \| \| 1. \| Tim Wellens \| Lotto-Soudal \| 10h17m38s \| \| \| 2. \| Edward Theuns \| Trek-Segafredo \| + 44s \| \| \| 3. \| Mads Würtz \| Israel Start-Up Nation \| + 46s \| \| \| 4. \| Michał Kwiatkowski \| Ineos Grenadiers \| + 48s \| \| \| 5. \| Philippe Gilbert \| Lotto-Soudal \| + 49s \| \| \| 6. \| Jake Stewart \| Groupama-FDJ \| + 50s \| \| \| 7. \| Greg Van Avermaet \| AG2R Citroën Team \| + 50s \| \| \| 8. \| Michael Gogl \| Qhubeka Assos \| + 50s \| \| \| 9. \| Cyril Barthe \| B&B Hotels p/b KTM \| + 50s \| \| \| 10. \| Stefano Oldani \| Lotto-Soudal \| + 50s \| \| |                    |                        |           |
| |                    |                        |           |
| Fonte: ProCyclingStats |                    |                        |           |
| Classificação geral |                    |                        |           |
| Ciclista | Ciclista           | Equipe                 | Tempo     |
| 1. | Tim Wellens        | Lotto-Soudal           | 10h17m38s |
| 2. | Edward Theuns      | Trek-Segafredo         | + 44s     |
| 3. | Mads Würtz         | Israel Start-Up Nation | + 46s     |
| 4. | Michał Kwiatkowski | Ineos Grenadiers       | + 48s     |
| 5. | Philippe Gilbert   | Lotto-Soudal           | + 49s     |
| 6. | Jake Stewart       | Groupama-FDJ           | + 50s     |
| 7. | Greg Van Avermaet  | AG2R Citroën Team      | + 50s     |
| 8. | Michael Gogl       | Qhubeka Assos          | + 50s     |
| 9. | Cyril Barthe       | B&B Hotels p/b KTM     | + 50s     |
| 10. | Stefano Oldani     | Lotto-Soudal           | + 50s     |

### 4.ª etapa
| Rousson - Saint-Siffret | etapa escarpada | (150,2 km) |

| \| Classificação por etapas \| Classificação por etapas \| Classificação por etapas \| Classificação por etapas \| Classificação por etapas \| \| Ciclista \| Ciclista \| Equipe \| Tempo \| \| \| ------------------------ \| ------------------------ \| ------------------------ \| ------------------------ \| ------------------------ \| \| 1. \| Filippo Ganna \| Ineos Grenadiers \| 3h22m57s \| \| \| 2. \| Christophe Laporte \| Cofidis \| + 17s \| \| \| 3. \| Pascal Ackermann \| Bora-Hansgrohe \| + 17s \| \| \| 4. \| Greg Van Avermaet \| AG2R Citroën Team \| + 17s \| \| \| 5. \| Milan Menten \| Bingoal-WB \| + 17s \| \| \| 6. \| Bryan Coquard \| B&B Hotels p/b KTM \| + 17s \| \| \| 7. \| Cyril Barthe \| B&B Hotels p/b KTM \| + 17s \| \| \| 8. \| Nils Politt \| Bora-Hansgrohe \| + 17s \| \| \| 9. \| August Jensen \| Delko \| + 17s \| \| \| 10. \| Mads Würtz \| Israel Start-Up Nation \| + 17s \| \| |                    |                        |          |
| |                    |                        |          |
| Fonte: ProCyclingStats |                    |                        |          |
| Classificação por etapas |                    |                        |          |
| Ciclista | Ciclista           | Equipe                 | Tempo    |
| 1. | Filippo Ganna      | Ineos Grenadiers       | 3h22m57s |
| 2. | Christophe Laporte | Cofidis                | + 17s    |
| 3. | Pascal Ackermann   | Bora-Hansgrohe         | + 17s    |
| 4. | Greg Van Avermaet  | AG2R Citroën Team      | + 17s    |
| 5. | Milan Menten       | Bingoal-WB             | + 17s    |
| 6. | Bryan Coquard      | B&B Hotels p/b KTM     | + 17s    |
| 7. | Cyril Barthe       | B&B Hotels p/b KTM     | + 17s    |
| 8. | Nils Politt        | Bora-Hansgrohe         | + 17s    |
| 9. | August Jensen      | Delko                  | + 17s    |
| 10. | Mads Würtz         | Israel Start-Up Nation | + 17s    |

| \| Classificação geral \| Classificação geral \| Classificação geral \| Classificação geral \| Classificação geral \| \| Ciclista \| Ciclista \| Equipe \| Tempo \| \| \| ------------------- \| -------------------- \| ---------------------------------- \| ------------------- \| ------------------- \| \| 1. \| Tim Wellens \| Lotto-Soudal \| 13h40m54s \| \| \| 2. \| Edward Theuns \| Trek-Segafredo \| + 44s \| \| \| 3. \| Mads Würtz \| Israel Start-Up Nation \| + 46s \| \| \| 4. \| Michał Kwiatkowski \| Ineos Grenadiers \| + 48s \| \| \| 5. \| Philippe Gilbert \| Lotto-Soudal \| + 49s \| \| \| 6. \| Greg Van Avermaet \| AG2R Citroën Team \| + 50s \| \| \| 7. \| Jake Stewart \| Groupama-FDJ \| + 50s \| \| \| 8. \| Cyril Barthe \| B&B Hotels p/b KTM \| + 50s \| \| \| 9. \| Nils Politt \| Bora-Hansgrohe \| + 50s \| \| \| 10. \| Odd Christian Eiking \| Intermarché-Wanty-Gobert Matériaux \| + 50s \| \| |                      |                                    |           |
| |                      |                                    |           |
| Fonte: ProCyclingStats |                      |                                    |           |
| Classificação geral |                      |                                    |           |
| Ciclista | Ciclista             | Equipe                             | Tempo     |
| 1. | Tim Wellens          | Lotto-Soudal                       | 13h40m54s |
| 2. | Edward Theuns        | Trek-Segafredo                     | + 44s     |
| 3. | Mads Würtz           | Israel Start-Up Nation             | + 46s     |
| 4. | Michał Kwiatkowski   | Ineos Grenadiers                   | + 48s     |
| 5. | Philippe Gilbert     | Lotto-Soudal                       | + 49s     |
| 6. | Greg Van Avermaet    | AG2R Citroën Team                  | + 50s     |
| 7. | Jake Stewart         | Groupama-FDJ                       | + 50s     |
| 8. | Cyril Barthe         | B&B Hotels p/b KTM                 | + 50s     |
| 9. | Nils Politt          | Bora-Hansgrohe                     | + 50s     |
| 10. | Odd Christian Eiking | Intermarché-Wanty-Gobert Matériaux | + 50s     |

### 5.ª etapa
| Alès - Alès | contrarrelógio individual | (10,7 km) |

| \| Classificação por etapas \| Classificação por etapas \| Classificação por etapas \| Classificação por etapas \| Classificação por etapas \| \| Ciclista \| Ciclista \| Equipe \| Tempo \| \| \| ------------------------ \| ------------------------ \| ------------------------ \| ------------------------ \| ------------------------ \| \| 1. \| Filippo Ganna \| Ineos Grenadiers \| 15m00s \| \| \| 2. \| Benjamin Thomas \| Groupama-FDJ \| + 10s \| \| \| 3. \| Ethan Hayter \| Ineos Grenadiers \| + 21s \| \| \| 4. \| Tim Wellens \| Lotto-Soudal \| + 29s \| \| \| 5. \| Christophe Laporte \| Cofidis \| + 31s \| \| \| 6. \| Michał Kwiatkowski \| Ineos Grenadiers \| + 34s \| \| \| 7. \| Alberto Bettiol \| EF Education-Nippo \| + 35s \| \| \| 8. \| Owain Doull \| Ineos Grenadiers \| + 38s \| \| \| 9. \| Nils Politt \| Bora-Hansgrohe \| + 38s \| \| \| 10. \| Jake Stewart \| Groupama-FDJ \| + 41s \| \| |                    |                    |        |
| |                    |                    |        |
| Fonte: ProCyclingStats |                    |                    |        |
| Classificação por etapas |                    |                    |        |
| Ciclista | Ciclista           | Equipe             | Tempo  |
| 1. | Filippo Ganna      | Ineos Grenadiers   | 15m00s |
| 2. | Benjamin Thomas    | Groupama-FDJ       | + 10s  |
| 3. | Ethan Hayter       | Ineos Grenadiers   | + 21s  |
| 4. | Tim Wellens        | Lotto-Soudal       | + 29s  |
| 5. | Christophe Laporte | Cofidis            | + 31s  |
| 6. | Michał Kwiatkowski | Ineos Grenadiers   | + 34s  |
| 7. | Alberto Bettiol    | EF Education-Nippo | + 35s  |
| 8. | Owain Doull        | Ineos Grenadiers   | + 38s  |
| 9. | Nils Politt        | Bora-Hansgrohe     | + 38s  |
| 10. | Jake Stewart       | Groupama-FDJ       | + 41s  |

## Classificações finais
- As classificações finalizaram da seguinte forma:[4]

### Classificação geral
| \| Classificação geral \| Classificação geral \| Classificação geral \| Classificação geral \| Classificação geral \| \| Ciclista \| Ciclista \| Equipe \| Tempo \| \| \| ------------------- \| -------------------- \| ---------------------------------- \| ------------------- \| ------------------- \| \| 1. \| Tim Wellens \| Lotto-Soudal \| 13h56m23s \| \| \| 2. \| Michał Kwiatkowski \| Ineos Grenadiers \| + 53s \| \| \| 3. \| Nils Politt \| Bora-Hansgrohe \| + 59s \| \| \| 4. \| Jake Stewart \| Groupama-FDJ \| + 1m02s \| \| \| 5. \| Mads Würtz \| Israel Start-Up Nation \| + 1m19s \| \| \| 6. \| Michael Gogl \| Qhubeka Assos \| + 1m24s \| \| \| 7. \| Greg Van Avermaet \| AG2R Citroën Team \| + 1m25s \| \| \| 8. \| Edward Theuns \| Trek-Segafredo \| + 1m36s \| \| \| 9. \| Clément Carisey \| Delko \| + 1m41s \| \| \| 10. \| Odd Christian Eiking \| Intermarché-Wanty-Gobert Matériaux \| + 1m45s \| \| |                      |                                    |           |
| |                      |                                    |           |
| Fonte: ProCyclingStats |                      |                                    |           |
| Classificação geral |                      |                                    |           |
| Ciclista | Ciclista             | Equipe                             | Tempo     |
| 1. | Tim Wellens          | Lotto-Soudal                       | 13h56m23s |
| 2. | Michał Kwiatkowski   | Ineos Grenadiers                   | + 53s     |
| 3. | Nils Politt          | Bora-Hansgrohe                     | + 59s     |
| 4. | Jake Stewart         | Groupama-FDJ                       | + 1m02s   |
| 5. | Mads Würtz           | Israel Start-Up Nation             | + 1m19s   |
| 6. | Michael Gogl         | Qhubeka Assos                      | + 1m24s   |
| 7. | Greg Van Avermaet    | AG2R Citroën Team                  | + 1m25s   |
| 8. | Edward Theuns        | Trek-Segafredo                     | + 1m36s   |
| 9. | Clément Carisey      | Delko                              | + 1m41s   |
| 10. | Odd Christian Eiking | Intermarché-Wanty-Gobert Matériaux | + 1m45s   |

### Classificação da montanha
| Classificação da montanha | Classificação da montanha | Classificação da montanha | Classificação da montanha | Classificação da montanha |
| Ciclista                  | Ciclista                  | Equipe                    | Pontos                    |                           |
| ------------------------- | ------------------------- | ------------------------- | ------------------------- | ------------------------- |
| 1.                        | Alexandre Delettre        | Delko                     | 28 pts                    |                           |
| 2.                        | Ludovic Robeet            | Bingoal-WB                | 18 pts                    |                           |
| 3.                        | Tim Wellens               | Lotto-Soudal              | 14 pts                    |                           |
| 4.                        | Michał Kwiatkowski        | Ineos Grenadiers          | 10 pts                    |                           |
| 5.                        | Ethan Hayter              | Ineos Grenadiers          | 10 pts                    |                           |
| 6.                        | Filippo Ganna             | Ineos Grenadiers          | 10 pts                    |                           |
| 7.                        | Alexys Brunel             | Groupama-FDJ              | 8 pts                     |                           |
| 8.                        | Rigoberto Urán            | EF Education-Nippo        | 8 pts                     |                           |
| 9.                        | Anthony Perez             | Cofidis                   | 8 pts                     |                           |
| 10.                       | Vojtěch Řepa              | Equipo Kern Pharma        | 8 pts                     |                           |

### Classificação dos pontos
| Classificação por pontos | Classificação por pontos | Classificação por pontos | Classificação por pontos | Classificação por pontos |
| Ciclista                 | Ciclista                 | Equipe                   | Pontos                   |                          |
| ------------------------ | ------------------------ | ------------------------ | ------------------------ | ------------------------ |
| 1.                       | Christophe Laporte       | Cofidis                  | 69 pts                   |                          |
| 2.                       | Filippo Ganna            | Ineos Grenadiers         | 56 pts                   |                          |
| 3.                       | Tim Wellens              | Lotto-Soudal             | 49 pts                   |                          |
| 4.                       | Michał Kwiatkowski       | Ineos Grenadiers         | 32 pts                   |                          |
| 5.                       | Edward Theuns            | Trek-Segafredo           | 31 pts                   |                          |
| 6.                       | Giacomo Nizzolo          | Qhubeka Assos            | 31 pts                   |                          |
| 7.                       | Nacer Bouhanni           | Arkéa-Samsic             | 30 pts                   |                          |
| 8.                       | Greg Van Avermaet        | AG2R Citroën Team        | 29 pts                   |                          |
| 9.                       | Timothy Dupont           | Bingoal-WB               | 25 pts                   |                          |
| 10.                      | Mads Würtz               | Israel Start-Up Nation   | 24 pts                   |                          |

### Classificação dos jovens
| Classificação dos jovens | Classificação dos jovens | Classificação dos jovens | Classificação dos jovens | Classificação dos jovens |
| Ciclista                 | Ciclista                 | Equipe                   | Tempo                    |                          |
| ------------------------ | ------------------------ | ------------------------ | ------------------------ | ------------------------ |
| 1.                       | Jake Stewart             | Groupama-FDJ             | 13h57m25s                |                          |
| 2.                       | Stefano Oldani           | Lotto-Soudal             | + 1m26s                  |                          |
| 3.                       | Roger Adrià              | Equipo Kern Pharma       | + 2m46s                  |                          |
| 4.                       | Alexys Brunel            | Groupama-FDJ             | + 3m09s                  |                          |
| 5.                       | Raúl García Pierna       | Equipo Kern Pharma       | + 3m43s                  |                          |
| 6.                       | Tobias Bayer             | Alpecin-Fenix            | + 4m02s                  |                          |
| 7.                       | Brent Van Moer           | Lotto-Soudal             | + 4m43s                  |                          |
| 8.                       | Andreas Kron             | Lotto-Soudal             | + 4m53s                  |                          |
| 9.                       | Matis Louvel             | Arkéa-Samsic             | + 5m43s                  |                          |
| 10.                      | Mattias Skjelmose        | Trek-Segafredo           | + 10m39s                 |                          |

### Classificação por equipas
| Classificação por equipes | Classificação por equipes | Classificação por equipes | Classificação por equipes |
| Equipe                    | Equipe                    | Tempo                     |                           |
| ------------------------- | ------------------------- | ------------------------- | ------------------------- |
| 1.                        | Lotto Soudal              | 41h53m02s                 |                           |
| 2.                        | Ineos Grenadiers          | + 57s                     |                           |
| 3.                        | Groupama-FDJ              | + 4m41s                   |                           |
| 4.                        | Equipo Kern Pharma        | + 5m45s                   |                           |
| 5.                        | Bora-Hansgrohe            | + 5m56s                   |                           |
| 6.                        | Trek-Segafredo            | + 6m16s                   |                           |
| 7.                        | AG2R Citroën Team         | + 6m34s                   |                           |
| 8.                        | Israel Start-Up Nation    | + 6m45s                   |                           |
| 9.                        | Qhubeka Assos             | + 6m49s                   |                           |
| 10.                       | B&B Hotels p/b KTM        | + 6m55s                   |                           |

## Evolução das classificações
| Etapa                 | Vencedor              | Classificação geral | Classificação da montanha | Classificação dos pontos | Classificação dos jovens | Classificação por equipas |
| --------------------- | --------------------- | ------------------- | ------------------------- | ------------------------ | ------------------------ | ------------------------- |
| 1.ª                   | Christophe Laporte    | Christophe Laporte  | Alexandere Delettre       | Christophe Laporte       | Jordi Meeus              | Arkéa Samsic              |
| 2.ª                   | Timothy Dupont        | Christophe Laporte  | Alexandere Delettre       | Christophe Laporte       | Jake Stewart             | Arkéa Samsic              |
| 3.ª                   | Tim Wellens           | Tim Wellens         | Alexandere Delettre       | Christophe Laporte       | Jake Stewart             | Lotto Soudal              |
| 4.ª                   | Filippo Ganna         | Tim Wellens         | Alexandere Delettre       | Christophe Laporte       | Jake Stewart             | Lotto Soudal              |
| 5.ª                   | Filippo Ganna         | Tim Wellens         | Alexandere Delettre       | Christophe Laporte       | Jake Stewart             | Lotto Soudal              |
| Classificações finais | Classificações finais | Tim Wellens         | Alexandere Delettre       | Christophe Laporte       | Jake Stewart             | Lotto Soudal              |

## Ciclistas participantes e posições finais
| AG2R Citroën Team ACT | AG2R Citroën Team ACT   | AG2R Citroën Team ACT |
| --------------------- | ----------------------- | --------------------- |
| Num                   | Ciclista                | Pos                   |
| 1                     | Greg Van Avermaet (BEL) | 7.                    |
| 2                     | Oliver Naesen (BEL)     | 31.                   |
| 3                     | Marc Sarreau (FRA)      | 88.                   |
| 4                     | Julien Duval (FRA)      | 117.                  |
| 5                     | Alexis Gougeard (FRA)   | 42.                   |
| 6                     | Lawrence Naesen (BEL)   | 93.                   |
| 7                     | Damien Touzé (FRA)      | 60.                   |

| Ineos Grenadiers IGD | Ineos Grenadiers IGD      | Ineos Grenadiers IGD |
| -------------------- | ------------------------- | -------------------- |
| Num                  | Ciclista                  | Pos                  |
| 11                   | Egan Bernal (COL)         | 64.                  |
| 12                   | Owain Doull (GBR)         | 25.                  |
| 13                   | Filippo Ganna (ITA) (CRI) | 13.                  |
| 14                   | Ethan Hayter (GBR)        | 120.                 |
| 15                   | Michał Kwiatkowski (POL)  | 2.                   |
| 16                   | Geraint Thomas (GBR)      | 49.                  |
| 17                   | Salvatore Puccio (ITA)    | 56.                  |

| Trek-Segafredo TFS | Trek-Segafredo TFS      | Trek-Segafredo TFS |
| ------------------ | ----------------------- | ------------------ |
| Num                | Ciclista                | Pos                |
| 21                 | Alex Kirsch (LUX)       | 66.                |
| 22                 | Ryan Mullen (IRL)       | 89.                |
| 23                 | Vincenzo Nibali (ITA)   | 26.                |
| 24                 | Bauke Mollema (NED)     | 65.                |
| 25                 | Mattias Skjelmose (DEN) | 73.                |
| 26                 | Mads Pedersen (DEN)     | 70.                |
| 27                 | Edward Theuns (BEL)     | 8.                 |

| Groupama-FDJ GFC | Groupama-FDJ GFC        | Groupama-FDJ GFC |
| ---------------- | ----------------------- | ---------------- |
| Num              | Ciclista                | Pos              |
| 31               | Alexys Brunel (FRA)     | 24.              |
| 32               | Fabian Lienhard (SUI)   | 68.              |
| 33               | William Bonnet (FRA)    | 72.              |
| 34               | Jake Stewart (GBR)      | 4.               |
| 35               | Benjamin Thomas (FRA)   | 17.              |
| 36               | Lars van den Berg (NED) | 132.             |
| 37               | Romain Seigle (FRA)     | 58.              |

| EF Education-Nippo EFN | EF Education-Nippo EFN    | EF Education-Nippo EFN |
| ---------------------- | ------------------------- | ---------------------- |
| Num                    | Ciclista                  | Pos                    |
| 41                     | Alberto Bettiol (ITA)     | 20.                    |
| 42                     | Jens Keukeleire (BEL)     | 96.                    |
| 43                     | Sebastian Langeveld (NED) | 84.                    |
| 44                     | Jonas Rutsch (GER)        | 119.                   |
| 45                     | Rigoberto Urán (COL)      | 37.                    |
| 46                     | Michael Valgren (DEN)     | NP-2                   |
| 47                     | Julius van den Berg (NED) | 118.                   |

| Total Direct Énergie TDE | Total Direct Énergie TDE   | Total Direct Énergie TDE |
| ------------------------ | -------------------------- | ------------------------ |
| Num                      | Ciclista                   | Pos                      |
| 51                       | Edvald Boasson Hagen (NOR) | 78.                      |
| 52                       | Geoffrey Soupe (FRA)       | 131.                     |
| 53                       | Pierre Latour (FRA)        | 19.                      |
| 54                       | Christopher Lawless (GBR)  | DNF-4                    |
| 55                       | Adrien Petit (FRA)         | 128.                     |
| 56                       | Niki Terpstra (NED)        | 129.                     |
| 57                       | Anthony Turgis (FRA)       | 57.                      |

| Lotto-Soudal LTS | Lotto-Soudal LTS       | Lotto-Soudal LTS |
| ---------------- | ---------------------- | ---------------- |
| Num              | Ciclista               | Pos              |
| 61               | John Degenkolb (GER)   | 61.              |
| 62               | Philippe Gilbert (BEL) | 11.              |
| 63               | Tim Wellens (BEL)      | 1.               |
| 64               | Andreas Kron (DEN)     | 62.              |
| 65               | Stefano Oldani (ITA)   | 14.              |
| 66               | Gerben Thijssen (BEL)  | 123.             |
| 67               | Brent Van Moer (BEL)   | 59.              |

| Bora-Hansgrohe BOH | Bora-Hansgrohe BOH        | Bora-Hansgrohe BOH |
| ------------------ | ------------------------- | ------------------ |
| Num                | Ciclista                  | Pos                |
| 71                 | Felix Großschartner (AUT) | 48.                |
| 72                 | Nils Politt (GER)         | 3.                 |
| 73                 | Jordi Meeus (BEL)         | 95.                |
| 74                 | Pascal Ackermann (GER)    | NP-5               |
| 75                 | Lukas Pöstlberger (AUT)   | 53.                |
| 76                 | Patrick Gamper (AUT)      | 134.               |
| 77                 | Frederik Wandahl (DEN)    | 99.                |

| Arkéa-Samsic ARK | Arkéa-Samsic ARK     | Arkéa-Samsic ARK |
| ---------------- | -------------------- | ---------------- |
| Num              | Ciclista             | Pos              |
| 81               | Nacer Bouhanni (FRA) | 40.              |
| 82               | Bram Welten (NED)    | 108.             |
| 83               | Daniel McLay (GBR)   | 100.             |
| 84               | Łukasz Owsian (POL)  | 52.              |
| 85               | Clément Russo (FRA)  | 74.              |
| 86               | Matis Louvel (FRA)   | 67.              |
| 87               | Connor Swift (GBR)   | 22.              |

| Israel Start-Up Nation ISN | Israel Start-Up Nation ISN | Israel Start-Up Nation ISN |
| -------------------------- | -------------------------- | -------------------------- |
| Num                        | Ciclista                   | Pos                        |
| 91                         | Rudy Barbier (FRA)         | 122.                       |
| 92                         | Jenthe Biermans (BEL)      | 46.                        |
| 93                         | Guillaume Boivin (CAN)     | 75.                        |
| 94                         | Ben Hermans (BEL)          | 28.                        |
| 95                         | Alexis Renard (FRA)        | 101.                       |
| 96                         | Mads Würtz (DEN)           | 5.                         |
| 97                         | Sep Vanmarcke (BEL)        | 39.                        |

| Cofidis COF | Cofidis COF               | Cofidis COF |
| ----------- | ------------------------- | ----------- |
| Num         | Ciclista                  | Pos         |
| 101         | Christophe Laporte (FRA)  | 16.         |
| 102         | Jean-Pierre Drucker (LUX) | 83.         |
| 103         | Piet Allegaert (BEL)      | 82.         |
| 104         | Tom Bohli (SUI)           | 109.        |
| 105         | Emmanuel Morin (FRA)      | 94.         |
| 106         | Anthony Perez (FRA)       | 69.         |
| 107         | Kenneth Vanbilsen (BEL)   | 114.        |

| Intermarché-Wanty-Gobert Matériaux IWG | Intermarché-Wanty-Gobert Matériaux IWG | Intermarché-Wanty-Gobert Matériaux IWG |
| -------------------------------------- | -------------------------------------- | -------------------------------------- |
| Num                                    | Ciclista                               | Pos                                    |
| 111                                    | Jonas Koch (GER)                       | 44.                                    |
| 112                                    | Théo Delacroix (FRA)                   | 91.                                    |
| 113                                    | Tom Devriendt (BEL)                    | 113.                                   |
| 114                                    | Odd Christian Eiking (NOR)             | 10.                                    |
| 115                                    | Boy van Poppel (NED)                   | 115.                                   |
| 116                                    | Rein Taaramäe (EST)                    | 29.                                    |
| 117                                    | Danny van Poppel (NED)                 | 104.                                   |

| Qhubeka Assos TQA | Qhubeka Assos TQA               | Qhubeka Assos TQA |
| ----------------- | ------------------------------- | ----------------- |
| Num               | Ciclista                        | Pos               |
| 121               | Sean Bennett (USA)              | 63.               |
| 122               | Simon Clarke (AUS)              | 54.               |
| 123               | Michael Gogl (AUT)              | 6.                |
| 124               | Andreas Stokbro (DEN)           | NP-2              |
| 125               | Matteo Pelucchi (ITA)           | 127.              |
| 126               | Łukasz Wiśniowski (POL)         | 87.               |
| 127               | Giacomo Nizzolo (ITA) (estrada) | 90.               |

| B&B Hotels p/b KTM BBK | B&B Hotels p/b KTM BBK | B&B Hotels p/b KTM BBK |
| ---------------------- | ---------------------- | ---------------------- |
| Num                    | Ciclista               | Pos                    |
| 131                    | Bryan Coquard (FRA)    | 23.                    |
| 132                    | Cyril Barthe (FRA)     | 12.                    |
| 133                    | Jens Debusschere (BEL) | 106.                   |
| 134                    | Jérémy Lecroq (FRA)    | 76.                    |
| 135                    | Cyril Lemoine (FRA)    | 133.                   |
| 136                    | Quentin Pacher (FRA)   | 36.                    |
| 137                    | Kévin Réza (FRA)       | 111.                   |

| Alpecin-Fenix AFC | Alpecin-Fenix AFC              | Alpecin-Fenix AFC |
| ----------------- | ------------------------------ | ----------------- |
| Num               | Ciclista                       | Pos               |
| 141               | Silvan Dillier (SUI)           | 32.               |
| 142               | Tobias Bayer (AUT)             | 47.               |
| 143               | Tim Merlier (BEL)              | 102.              |
| 144               | Samuel Gaze (NZL)              | 86.               |
| 145               | Senne Leysen (BEL)             | 97.               |
| 146               | Dries De Bondt (BEL) (estrada) | 85.               |
| 147               | Otto Vergaerde (BEL)           | 71.               |

| Sport Vlaanderen-Baloise SVB | Sport Vlaanderen-Baloise SVB | Sport Vlaanderen-Baloise SVB |
| ---------------------------- | ---------------------------- | ---------------------------- |
| Num                          | Ciclista                     | Pos                          |
| 151                          | Lindsay De Vylder (BEL)      | NP-1                         |
| 152                          | Rune Herregodts (BEL)        | NP-1                         |
| 153                          | Jens Reynders (BEL)          | NP-1                         |
| 154                          | Fabio Van den Bossche (BEL)  | NP-1                         |
| 155                          | Kenneth Van Rooy (BEL)       | NP-1                         |
| 156                          | Sasha Weemaes (BEL)          | NP-1                         |
| 157                          | Thimo Willems (BEL)          | NP-1                         |

| Delko DKO | Delko DKO                       | Delko DKO |
| --------- | ------------------------------- | --------- |
| Num       | Ciclista                        | Pos       |
| 161       | Pierre Barbier (FRA)            | 125.      |
| 162       | Clément Carisey (FRA)           | 9.        |
| 163       | Alexandre Delettre (FRA)        | 51.       |
| 164       | Mauro Finetto (ITA)             | 38.       |
| 165       | Eduard-Michael Grosu (ROU)      | 77.       |
| 166       | Evaldas Šiškevičius (LTU) (CRI) | 41.       |
| 167       | August Jensen (NOR)             | 35.       |

| Bingoal-WB BWB | Bingoal-WB BWB       | Bingoal-WB BWB |
| -------------- | -------------------- | -------------- |
| Num            | Ciclista             | Pos            |
| 171            | Arjen Livyns (BEL)   | 50.            |
| 172            | Timothy Dupont (BEL) | 103.           |
| 173            | Milan Menten (BEL)   | 92.            |
| 174            | Tom Paquot (BEL)     | 124.           |
| 175            | Ludovic Robeet (BEL) | 112.           |
| 176            | Joel Suter (SUI)     | 81.            |
| 177            | Boris Vallée (BEL)   | DNF-3          |

| Saint Michel-Auber 93 AUB | Saint Michel-Auber 93 AUB | Saint Michel-Auber 93 AUB |
| ------------------------- | ------------------------- | ------------------------- |
| Num                       | Ciclista                  | Pos                       |
| 181                       | Romain Cardis (FRA)       | 55.                       |
| 182                       | Tony Hurel (FRA)          | 116.                      |
| 183                       | Louis Louvet (FRA)        | 105.                      |
| 184                       | Flavien Maurelet (FRA)    | 80.                       |
| 185                       | Yoann Paillot (FRA)       | 30.                       |
| 186                       | Jason Tesson (FRA)        | 121.                      |
| 187                       | Morne van Niekerk (RSA)   | 110.                      |

| Equipo Kern Pharma EKP | Equipo Kern Pharma EKP   | Equipo Kern Pharma EKP |
| ---------------------- | ------------------------ | ---------------------- |
| Num                    | Ciclista                 | Pos                    |
| 191                    | Martí Márquez (ESP)      | 15.                    |
| 192                    | Francisco Galván (ESP)   | 79.                    |
| 193                    | Enrique Sanz (ESP)       | DNF-3                  |
| 194                    | Roger Adrià (ESP)        | 18.                    |
| 195                    | Urko Berrade (ESP)       | 27.                    |
| 196                    | Vojtěch Řepa (CZE)       | 107.                   |
| 197                    | Raúl García Pierna (ESP) | 34.                    |

| Xelliss-Roubaix Lille Métropole XRL | Xelliss-Roubaix Lille Métropole XRL | Xelliss-Roubaix Lille Métropole XRL |
| ----------------------------------- | ----------------------------------- | ----------------------------------- |
| Num                                 | Ciclista                            | Pos                                 |
| 201                                 | Emiel Vermeulen (BEL)               | 126.                                |
| 202                                 | Ivan Centrone (LUX)                 | 33.                                 |
| 203                                 | Dylan Kowalski (FRA)                | 21.                                 |
| 204                                 | Samuel Leroux (FRA)                 | 43.                                 |
| 205                                 | Maximilien Picoux (BEL)             | 130.                                |
| 206                                 | Valentin Tabellion (FRA)            | 98.                                 |
| 207                                 | Jordan Levasseur (FRA)              | DNF-1                               |

| Cambodia Cycling Academy CCA | Cambodia Cycling Academy CCA | Cambodia Cycling Academy CCA |
| ---------------------------- | ---------------------------- | ---------------------------- |
| Num                          | Ciclista                     | Pos                          |
| 211                          | Samy Aurignac (FRA)          | 135.                         |
| 212                          | Johan Le Bon (FRA)           | 45.                          |
| 213                          | Antoine Berlin (MON)         | DNF-3                        |

| sem equipe ___ | sem equipe ___     | sem equipe ___ |
| -------------- | ------------------ | -------------- |
| Num            | Ciclista           | Pos            |
| 214            | Barry Miller (USA) | DNF-3          |

| Cambodia Cycling Academy CCA | Cambodia Cycling Academy CCA | Cambodia Cycling Academy CCA |
| ---------------------------- | ---------------------------- | ---------------------------- |
| Num                          | Ciclista                     | Pos                          |
| 217                          | Christopher Lamaille (FRA)   | DNF-3                        |

| AG2R Citroën Team ACT | AG2R Citroën Team ACT   | AG2R Citroën Team ACT |
| --------------------- | ----------------------- | --------------------- |
| Num                   | Ciclista                | Pos                   |
| 1                     | Greg Van Avermaet (BEL) | 7.                    |
| 2                     | Oliver Naesen (BEL)     | 31.                   |
| 3                     | Marc Sarreau (FRA)      | 88.                   |
| 4                     | Julien Duval (FRA)      | 117.                  |
| 5                     | Alexis Gougeard (FRA)   | 42.                   |
| 6                     | Lawrence Naesen (BEL)   | 93.                   |
| 7                     | Damien Touzé (FRA)      | 60.                   |

| Ineos Grenadiers IGD | Ineos Grenadiers IGD      | Ineos Grenadiers IGD |
| -------------------- | ------------------------- | -------------------- |
| Num                  | Ciclista                  | Pos                  |
| 11                   | Egan Bernal (COL)         | 64.                  |
| 12                   | Owain Doull (GBR)         | 25.                  |
| 13                   | Filippo Ganna (ITA) (CRI) | 13.                  |
| 14                   | Ethan Hayter (GBR)        | 120.                 |
| 15                   | Michał Kwiatkowski (POL)  | 2.                   |
| 16                   | Geraint Thomas (GBR)      | 49.                  |
| 17                   | Salvatore Puccio (ITA)    | 56.                  |

| Trek-Segafredo TFS | Trek-Segafredo TFS      | Trek-Segafredo TFS |
| ------------------ | ----------------------- | ------------------ |
| Num                | Ciclista                | Pos                |
| 21                 | Alex Kirsch (LUX)       | 66.                |
| 22                 | Ryan Mullen (IRL)       | 89.                |
| 23                 | Vincenzo Nibali (ITA)   | 26.                |
| 24                 | Bauke Mollema (NED)     | 65.                |
| 25                 | Mattias Skjelmose (DEN) | 73.                |
| 26                 | Mads Pedersen (DEN)     | 70.                |
| 27                 | Edward Theuns (BEL)     | 8.                 |

| Groupama-FDJ GFC | Groupama-FDJ GFC        | Groupama-FDJ GFC |
| ---------------- | ----------------------- | ---------------- |
| Num              | Ciclista                | Pos              |
| 31               | Alexys Brunel (FRA)     | 24.              |
| 32               | Fabian Lienhard (SUI)   | 68.              |
| 33               | William Bonnet (FRA)    | 72.              |
| 34               | Jake Stewart (GBR)      | 4.               |
| 35               | Benjamin Thomas (FRA)   | 17.              |
| 36               | Lars van den Berg (NED) | 132.             |
| 37               | Romain Seigle (FRA)     | 58.              |

| EF Education-Nippo EFN | EF Education-Nippo EFN    | EF Education-Nippo EFN |
| ---------------------- | ------------------------- | ---------------------- |
| Num                    | Ciclista                  | Pos                    |
| 41                     | Alberto Bettiol (ITA)     | 20.                    |
| 42                     | Jens Keukeleire (BEL)     | 96.                    |
| 43                     | Sebastian Langeveld (NED) | 84.                    |
| 44                     | Jonas Rutsch (GER)        | 119.                   |
| 45                     | Rigoberto Urán (COL)      | 37.                    |
| 46                     | Michael Valgren (DEN)     | NP-2                   |
| 47                     | Julius van den Berg (NED) | 118.                   |

| Total Direct Énergie TDE | Total Direct Énergie TDE   | Total Direct Énergie TDE |
| ------------------------ | -------------------------- | ------------------------ |
| Num                      | Ciclista                   | Pos                      |
| 51                       | Edvald Boasson Hagen (NOR) | 78.                      |
| 52                       | Geoffrey Soupe (FRA)       | 131.                     |
| 53                       | Pierre Latour (FRA)        | 19.                      |
| 54                       | Christopher Lawless (GBR)  | DNF-4                    |
| 55                       | Adrien Petit (FRA)         | 128.                     |
| 56                       | Niki Terpstra (NED)        | 129.                     |
| 57                       | Anthony Turgis (FRA)       | 57.                      |

| Lotto-Soudal LTS | Lotto-Soudal LTS       | Lotto-Soudal LTS |
| ---------------- | ---------------------- | ---------------- |
| Num              | Ciclista               | Pos              |
| 61               | John Degenkolb (GER)   | 61.              |
| 62               | Philippe Gilbert (BEL) | 11.              |
| 63               | Tim Wellens (BEL)      | 1.               |
| 64               | Andreas Kron (DEN)     | 62.              |
| 65               | Stefano Oldani (ITA)   | 14.              |
| 66               | Gerben Thijssen (BEL)  | 123.             |
| 67               | Brent Van Moer (BEL)   | 59.              |

| Bora-Hansgrohe BOH | Bora-Hansgrohe BOH        | Bora-Hansgrohe BOH |
| ------------------ | ------------------------- | ------------------ |
| Num                | Ciclista                  | Pos                |
| 71                 | Felix Großschartner (AUT) | 48.                |
| 72                 | Nils Politt (GER)         | 3.                 |
| 73                 | Jordi Meeus (BEL)         | 95.                |
| 74                 | Pascal Ackermann (GER)    | NP-5               |
| 75                 | Lukas Pöstlberger (AUT)   | 53.                |
| 76                 | Patrick Gamper (AUT)      | 134.               |
| 77                 | Frederik Wandahl (DEN)    | 99.                |

| Arkéa-Samsic ARK | Arkéa-Samsic ARK     | Arkéa-Samsic ARK |
| ---------------- | -------------------- | ---------------- |
| Num              | Ciclista             | Pos              |
| 81               | Nacer Bouhanni (FRA) | 40.              |
| 82               | Bram Welten (NED)    | 108.             |
| 83               | Daniel McLay (GBR)   | 100.             |
| 84               | Łukasz Owsian (POL)  | 52.              |
| 85               | Clément Russo (FRA)  | 74.              |
| 86               | Matis Louvel (FRA)   | 67.              |
| 87               | Connor Swift (GBR)   | 22.              |

| Israel Start-Up Nation ISN | Israel Start-Up Nation ISN | Israel Start-Up Nation ISN |
| -------------------------- | -------------------------- | -------------------------- |
| Num                        | Ciclista                   | Pos                        |
| 91                         | Rudy Barbier (FRA)         | 122.                       |
| 92                         | Jenthe Biermans (BEL)      | 46.                        |
| 93                         | Guillaume Boivin (CAN)     | 75.                        |
| 94                         | Ben Hermans (BEL)          | 28.                        |
| 95                         | Alexis Renard (FRA)        | 101.                       |
| 96                         | Mads Würtz (DEN)           | 5.                         |
| 97                         | Sep Vanmarcke (BEL)        | 39.                        |

| Cofidis COF | Cofidis COF               | Cofidis COF |
| ----------- | ------------------------- | ----------- |
| Num         | Ciclista                  | Pos         |
| 101         | Christophe Laporte (FRA)  | 16.         |
| 102         | Jean-Pierre Drucker (LUX) | 83.         |
| 103         | Piet Allegaert (BEL)      | 82.         |
| 104         | Tom Bohli (SUI)           | 109.        |
| 105         | Emmanuel Morin (FRA)      | 94.         |
| 106         | Anthony Perez (FRA)       | 69.         |
| 107         | Kenneth Vanbilsen (BEL)   | 114.        |

| Intermarché-Wanty-Gobert Matériaux IWG | Intermarché-Wanty-Gobert Matériaux IWG | Intermarché-Wanty-Gobert Matériaux IWG |
| -------------------------------------- | -------------------------------------- | -------------------------------------- |
| Num                                    | Ciclista                               | Pos                                    |
| 111                                    | Jonas Koch (GER)                       | 44.                                    |
| 112                                    | Théo Delacroix (FRA)                   | 91.                                    |
| 113                                    | Tom Devriendt (BEL)                    | 113.                                   |
| 114                                    | Odd Christian Eiking (NOR)             | 10.                                    |
| 115                                    | Boy van Poppel (NED)                   | 115.                                   |
| 116                                    | Rein Taaramäe (EST)                    | 29.                                    |
| 117                                    | Danny van Poppel (NED)                 | 104.                                   |

| Qhubeka Assos TQA | Qhubeka Assos TQA               | Qhubeka Assos TQA |
| ----------------- | ------------------------------- | ----------------- |
| Num               | Ciclista                        | Pos               |
| 121               | Sean Bennett (USA)              | 63.               |
| 122               | Simon Clarke (AUS)              | 54.               |
| 123               | Michael Gogl (AUT)              | 6.                |
| 124               | Andreas Stokbro (DEN)           | NP-2              |
| 125               | Matteo Pelucchi (ITA)           | 127.              |
| 126               | Łukasz Wiśniowski (POL)         | 87.               |
| 127               | Giacomo Nizzolo (ITA) (estrada) | 90.               |

| B&B Hotels p/b KTM BBK | B&B Hotels p/b KTM BBK | B&B Hotels p/b KTM BBK |
| ---------------------- | ---------------------- | ---------------------- |
| Num                    | Ciclista               | Pos                    |
| 131                    | Bryan Coquard (FRA)    | 23.                    |
| 132                    | Cyril Barthe (FRA)     | 12.                    |
| 133                    | Jens Debusschere (BEL) | 106.                   |
| 134                    | Jérémy Lecroq (FRA)    | 76.                    |
| 135                    | Cyril Lemoine (FRA)    | 133.                   |
| 136                    | Quentin Pacher (FRA)   | 36.                    |
| 137                    | Kévin Réza (FRA)       | 111.                   |

| Alpecin-Fenix AFC | Alpecin-Fenix AFC              | Alpecin-Fenix AFC |
| ----------------- | ------------------------------ | ----------------- |
| Num               | Ciclista                       | Pos               |
| 141               | Silvan Dillier (SUI)           | 32.               |
| 142               | Tobias Bayer (AUT)             | 47.               |
| 143               | Tim Merlier (BEL)              | 102.              |
| 144               | Samuel Gaze (NZL)              | 86.               |
| 145               | Senne Leysen (BEL)             | 97.               |
| 146               | Dries De Bondt (BEL) (estrada) | 85.               |
| 147               | Otto Vergaerde (BEL)           | 71.               |

| Sport Vlaanderen-Baloise SVB | Sport Vlaanderen-Baloise SVB | Sport Vlaanderen-Baloise SVB |
| ---------------------------- | ---------------------------- | ---------------------------- |
| Num                          | Ciclista                     | Pos                          |
| 151                          | Lindsay De Vylder (BEL)      | NP-1                         |
| 152                          | Rune Herregodts (BEL)        | NP-1                         |
| 153                          | Jens Reynders (BEL)          | NP-1                         |
| 154                          | Fabio Van den Bossche (BEL)  | NP-1                         |
| 155                          | Kenneth Van Rooy (BEL)       | NP-1                         |
| 156                          | Sasha Weemaes (BEL)          | NP-1                         |
| 157                          | Thimo Willems (BEL)          | NP-1                         |

| Delko DKO | Delko DKO                       | Delko DKO |
| --------- | ------------------------------- | --------- |
| Num       | Ciclista                        | Pos       |
| 161       | Pierre Barbier (FRA)            | 125.      |
| 162       | Clément Carisey (FRA)           | 9.        |
| 163       | Alexandre Delettre (FRA)        | 51.       |
| 164       | Mauro Finetto (ITA)             | 38.       |
| 165       | Eduard-Michael Grosu (ROU)      | 77.       |
| 166       | Evaldas Šiškevičius (LTU) (CRI) | 41.       |
| 167       | August Jensen (NOR)             | 35.       |

| Bingoal-WB BWB | Bingoal-WB BWB       | Bingoal-WB BWB |
| -------------- | -------------------- | -------------- |
| Num            | Ciclista             | Pos            |
| 171            | Arjen Livyns (BEL)   | 50.            |
| 172            | Timothy Dupont (BEL) | 103.           |
| 173            | Milan Menten (BEL)   | 92.            |
| 174            | Tom Paquot (BEL)     | 124.           |
| 175            | Ludovic Robeet (BEL) | 112.           |
| 176            | Joel Suter (SUI)     | 81.            |
| 177            | Boris Vallée (BEL)   | DNF-3          |

| Saint Michel-Auber 93 AUB | Saint Michel-Auber 93 AUB | Saint Michel-Auber 93 AUB |
| ------------------------- | ------------------------- | ------------------------- |
| Num                       | Ciclista                  | Pos                       |
| 181                       | Romain Cardis (FRA)       | 55.                       |
| 182                       | Tony Hurel (FRA)          | 116.                      |
| 183                       | Louis Louvet (FRA)        | 105.                      |
| 184                       | Flavien Maurelet (FRA)    | 80.                       |
| 185                       | Yoann Paillot (FRA)       | 30.                       |
| 186                       | Jason Tesson (FRA)        | 121.                      |
| 187                       | Morne van Niekerk (RSA)   | 110.                      |

| Equipo Kern Pharma EKP | Equipo Kern Pharma EKP   | Equipo Kern Pharma EKP |
| ---------------------- | ------------------------ | ---------------------- |
| Num                    | Ciclista                 | Pos                    |
| 191                    | Martí Márquez (ESP)      | 15.                    |
| 192                    | Francisco Galván (ESP)   | 79.                    |
| 193                    | Enrique Sanz (ESP)       | DNF-3                  |
| 194                    | Roger Adrià (ESP)        | 18.                    |
| 195                    | Urko Berrade (ESP)       | 27.                    |
| 196                    | Vojtěch Řepa (CZE)       | 107.                   |
| 197                    | Raúl García Pierna (ESP) | 34.                    |

| Xelliss-Roubaix Lille Métropole XRL | Xelliss-Roubaix Lille Métropole XRL | Xelliss-Roubaix Lille Métropole XRL |
| ----------------------------------- | ----------------------------------- | ----------------------------------- |
| Num                                 | Ciclista                            | Pos                                 |
| 201                                 | Emiel Vermeulen (BEL)               | 126.                                |
| 202                                 | Ivan Centrone (LUX)                 | 33.                                 |
| 203                                 | Dylan Kowalski (FRA)                | 21.                                 |
| 204                                 | Samuel Leroux (FRA)                 | 43.                                 |
| 205                                 | Maximilien Picoux (BEL)             | 130.                                |
| 206                                 | Valentin Tabellion (FRA)            | 98.                                 |
| 207                                 | Jordan Levasseur (FRA)              | DNF-1                               |

| Cambodia Cycling Academy CCA | Cambodia Cycling Academy CCA | Cambodia Cycling Academy CCA |
| ---------------------------- | ---------------------------- | ---------------------------- |
| Num                          | Ciclista                     | Pos                          |
| 211                          | Samy Aurignac (FRA)          | 135.                         |
| 212                          | Johan Le Bon (FRA)           | 45.                          |
| 213                          | Antoine Berlin (MON)         | DNF-3                        |

| sem equipe ___ | sem equipe ___     | sem equipe ___ |
| -------------- | ------------------ | -------------- |
| Num            | Ciclista           | Pos            |
| 214            | Barry Miller (USA) | DNF-3          |

| Cambodia Cycling Academy CCA | Cambodia Cycling Academy CCA | Cambodia Cycling Academy CCA |
| ---------------------------- | ---------------------------- | ---------------------------- |
| Num                          | Ciclista                     | Pos                          |
| 217                          | Christopher Lamaille (FRA)   | DNF-3                        |

Convenções:
- AB-N: Abandono na etapa "N"
- FLT-N: Retiro por chegada fora do limite de tempo na etapa "N"
- NTS-N: Não tomou a saída para a etapa "N"
- DES-N: Desclassificado ou expulsado na etapa "N"

## UCI World Ranking
A Estrela de Bessèges outorgou pontos para o UCI World Ranking para corredores das equipas nas categorias UCI WorldTeam, UCI ProTeam e Continental. As seguintes tabelas são o barómetro de pontuação e os 10 corredores que obtiveram mais pontos:
| Posição             | 1.º | 2.º | 3.º | 4.º | 5.º | 6.º | 7.º | 8.º | 9.º | 10.º | 11.º | 12.º | 13.º-15.º | 16.º-25.º |
| Classificação geral | 125 | 85  | 70  | 60  | 50  | 40  | 35  | 30  | 25  | 20   | 15   | 10   | 5         | 3         |
| Por etapa           | 14  | 5   | 3   |     |     |     |     |     |     |      |      |      |           |           |
| Líder               | 3   |     |     |     |     |     |     |     |     |      |      |      |           |           |

| Classificação |                    |                            |       |       |       |       |
| Posição       | Ciclista           | Equipa                     | Geral | Etapa | Líder | Total |
| ------------- | ------------------ | -------------------------- | ----- | ----- | ----- | ----- |
| 1.º           | Tim Wellens        | Lotto Soudal               | 125   | 14    | 6     | 145   |
| 2.º           | Michał Kwiatkowski | Ineos Grenadiers           | 85    | -     | -     | 85    |
| 3.º           | Nils Politt        | Bora-Hansgrohe             | 70    | -     | -     | 70    |
| 4.º           | Jake Stewart       | Groupama-FDJ               | 60    | -     | -     | 60    |
| 5.º           | Mads Würtz         | Israel Start-Up Nation     | 50    | 3     | -     | 53    |
| 6.º           | Michael Gogl       | Qhubeka ASSOS              | 40    | -     | -     | 40    |
| 7.º           | Greg Van Avermaet  | AG2R Citroën               | 35    | -     | -     | 35    |
| 8.º           | Edward Theuns      | Trek-Segafredo             | 30    | 5     | -     | 35    |
| 9.º           | Filippo Ganna      | Ineos Grenadiers           | 5     | 28    | -     | 33    |
| 10.º          | Christophe Laporte | Cofidis, Solutions Crédits | 3     | 19    | 6     | 28    |